# Condado de Łęczyca
Nota linguística: Não confundir hrabstwo (condado) com powiat (divisão administrativa)..
Łęczyca (polaco: powiat łęczycki) é um powiat (condado) da Polónia, na voivodia de Łódź. A sede é a cidade de Łęczyca. Estende-se por uma área de 774 km², com 53 183 habitantes, segundo o censo de 2007, com uma densidade de 69,55 hab/km².

## Divisões admistrativas
O condado possui:
Comunas urbanas: Łęczyca
Comunas rurais: Daszyna, Góra Świętej Małgorzaty, Grabów, Łęczyca, Piątek, Świnice Warckie, Witonia
Cidades: Łęczyca

## Demografia
População (dados de 30 de Junho de 2006):
|          | Total   | Total | Mulheres | Mulheres | Homens  | Homens |
| -------- | ------- | ----- | -------- | -------- | ------- | ------ |
|          | pessoas | %     | pessoas  | %        | pessoas | %      |
| Total    | 53 435  | 100   | 27 357   | 51,2     | 26 078  | 48,8   |
| Cidades  | 15 423  | 100   | 8143     | 52,8     | 7280    | 47,2   |
| Povoados | 38 012  | 100   | 19 214   | 50,5     | 18 798  | 49,5   |